# جيرد ماير
جيرد ماير (بالألمانية: Gerd Meyer )‏ (و. 1944 – م) هو سياسي، من ألمانيا، هو عضوٌ في الاتحاد الديمقراطي المسيحي.

## مناصب
تولى منصب عضو مجلس الشورى الموحد سارلاند.